# Gmina związkowa Bad Bergzabern
Gmina związkowa Bad Bergzabern (niem. Verbandsgemeinde Bad Bergzabern) – gmina związkowa w Niemczech, w kraju związkowym Nadrenia-Palatynat, w powiecie Südliche Weinstraße. Siedziba gminy związkowej znajduje się w mieście Bad Bergzabern.

## Podział administracyjny
Gmina związkowa zrzesza 21 gmin, w tym jedną gminę miejską (Stadt) oraz 20 gmin wiejskich:
1. Bad Bergzabern
2. Barbelroth
3. Birkenhördt
4. Böllenborn
5. Dierbach
6. Dörrenbach
7. Gleiszellen-Gleishorbach
8. Hergersweiler
9. Kapellen-Drusweiler
10. Kapsweyer
11. Klingenmünster
12. Niederhorbach
13. Niederotterbach
14. Oberhausen
15. Oberotterbach
16. Oberschlettenbach
17. Pleisweiler-Oberhofen
18. Schweigen-Rechtenbach
19. Schweighofen
20. Steinfeld
21. Vorderweidenthal